# Mike Ditka
College Football Hall of Fame 1986
Pro Football Hall of Fame 1988
(en) Statistiques sur pro-football-reference
Michael Keller Ditka Jr., dit Mike Ditka, né Michael Dyczko le 18 octobre 1939 à Carnegie en Pennsylvanie, est un joueur, entraîneur et commentateur sportif américain de football américain. Évoluant au poste de tight end, celui qui est surnommé Iron Mike domine ses adversaires par sa résistance physique et son habilité à réceptionner les passes de ses quarterbacks.
Sélectionné par les Bears de Chicago avec le cinquième choix de la draft 1961 de la NFL, Ditka est désigné débutant de l'année, élu au Pro Bowl et bat de nombreux records pour sa première saison dans la ligue. Alors que les autres tight end de la ligue se limite à bloquer leurs adversaires, il est la première cible des passes de l'attaque des Bears. Avec lui, Chicago remporte le titre en 1963. Ditka multiplie les records jusqu'à ce que des problèmes contractuels avec la franchise pousse l’équipe à l’échanger aux Eagles de Philadelphie en 1967.
Après deux années compliquées à Philadelphie, il est envoyé aux Cowboys de Dallas où il est remplaçant. Il remporte le Super Bowl VI avec la franchise du Texas, un match lors duquel il inscrit un touchdown. À la fin de la saison suivante, il devient entraîneur auprès de Tom Landry qu'il assiste pendant neuf saisons, remportant à nouveau un Super Bowl. Recruté comme entraîneur-principal des Bears de Chicago en 1982, il guide la franchise au succès lors du Super Bowl XX avec un style de jeu en puissance et porté par une défense historique. Désigné entraîneur de l'année, vedette pour son franc-parler, il multiplie les publicités et perd le soutien de ses joueurs. Viré en janvier 1993, il tente sa chance avec les Saints de La Nouvelle-Orléans à la fin des années 1990, plaçant tous ses espoirs sur Ricky Williams. Le mariage n’est pas concluant et Ditka est à nouveau licencié en janvier 2000.
Intronisé au College Football Hall of Fame en 1986 et premier tight end au Pro Football Hall of Fame en 1988, Mike Ditka devient commentateur sportif pour différentes chaînes de télévision américaines. Inspirant un célèbre sketch du Saturday Night Live nommé Bill Swerski's Superfans, il donne son nom au jeu vidéo Mike Ditka Power Football et Quarterback Attack with Mike Ditka (en).

## Biographie

### Carrière de joueur de football américain
À sa naissance, sa famille change pour des raisons de prononciation leur nom de famille ukrainien de « Dyczko » en « Ditka ».
Mike Ditka étudie à l'Université de Pittsburgh et joue pour les Panthers de Pittsburgh. Il est sélectionné lors de la draft 1961 de la NFL en 5e position par les Bears de Chicago dont George Allen gère le recrutement. Le 11 janvier 1961, le joueur signe son contrat avec les Bears. George Halas, entraîneur de l'équipe de Chicago, déclare « Ditka entre parfaitement dans nos plans pour un jeu plus offensif l’automne prochain »,.
Son influence sur le jeu fut importante, surtout à une époque où le tight end était vu avant tout comme un bloqueur et non un receveur potentiel. Archétype du tight end moderne, il était néanmoins doué pour les blocages. Sa première saison se conclut par le titre de UPI NFL-NFC Rookie of the Year. Il remporte en 1963 le championnat NFL. Son style de jeu agressif le marque physiquement. À partir de l'arrivée de Gale Sayers et le changement d'orientation offensive de l’équipe vers un jeu de course dominateur, les statistiques offensives de Ditka sont en déclin.
En 1967, il est cédé aux Eagles de Philadelphie et en 1969 aux Cowboys de Dallas, remportant avec ces derniers le Super Bowl VI.
Il est sélectionné cinq fois pour le Pro Bowl (1961, 1962, 1963, 1964 et 1965).
Il fait partie de l'équipe du 75e anniversaire de la NFL. En 1986, il fut intronisé au College Football Hall of Fame puis en 1988 le premier tight end au Pro Football Hall of Fame.

### Carrière d'entraîneur de football américain
Après sa retraite sportive, il est devenu l'assistant de Tom Landry aux Cowboys de Dallas.
À partir de 1982, George Halas insiste pour qu'il devienne entraîneur-principal de son ancienne franchise, les Bears de Chicago. Il aidera l'équipe à remporter le Super Bowl XII et le Super Bowl XX en 1985. En 1992, il arrête sa carrière d'entraîneur qu’il ne reprend que quelques années plus tard.
Il reçoit les titres d'entraîneur de l’année en 1985 et 1988 par Associated Press, The Sporting News et Pro Football Weekly.
En 1997, il prend en charge les Saints de La Nouvelle-Orléans mais sera vivement critiqué pour les échanges des tours de la draft 1999 afin de sélectionner Ricky Williams. Il quittera les Saints dans la foulée.

### Opinions politiques
Lors de la campagne pour l'élection présidentielle américaine de 2016, Mike Ditka soutient Donald Trump. Il déclare que Barack Obama « est le pire Président que [l’Amérique] n'a jamais eu ». Trois ans plus tôt, avant une visite à la Maison-Blanche, Ditka déclare que la plus grande erreur de sa vie est de ne pas s'être présenté contre Barack Obama lors de l’élection sénatoriale de l’Illinois en 2004.

## Statistiques
Les statistiques de Mike Ditka mesurent les performances à la réception de passes au poste de tight end mais ne prennent pas en compte ses performances en tant que bloqueur.
| Année  | Équipe                 | MJ     |     | Passes réceptionnées | Passes réceptionnées | Passes réceptionnées | Passes réceptionnées |       | Courses | Courses | Courses | Courses |
| Année  | Équipe                 | MJ     | Nb. | Yards                | Moy.                 | TD                   | Nb.                  | Yards | Moy.    | TD      |         |         |
| 1961   | Bears de Chicago       | 14     | 56  | 1 076                | 19,2                 | 12                   | -                    | -     | -       | -       |         |         |
| 1962   | Bears de Chicago       | 14     | 58  | 904                  | 15,6                 | 5                    | -                    | -     | -       | -       |         |         |
| 1963   | Bears de Chicago       | 14     | 59  | 794                  | 13,5                 | 8                    | -                    | -     | -       | -       |         |         |
| 1964   | Bears de Chicago       | 14     | 75  | 897                  | 12                   | 5                    | -                    | -     | -       | -       |         |         |
| 1965   | Bears de Chicago       | 14     | 36  | 454                  | 12,6                 | 2                    | -                    | -     | -       | -       |         |         |
| 1966   | Bears de Chicago       | 14     | 32  | 378                  | 11,8                 | 2                    | -                    | -     | -       | -       |         |         |
| 1967   | Eagles de Philadelphie | 9      | 26  | 274                  | 10,5                 | 2                    | -                    | -     | -       | -       |         |         |
| 1968   | Eagles de Philadelphie | 11     | 13  | 111                  | 8,5                  | 2                    | -                    | -     | -       | -       |         |         |
| 1969   | Cowboys de Dallas      | 12     | 17  | 268                  | 15,8                 | 3                    | -                    | -     | -       | -       |         |         |
| 1970   | Cowboys de Dallas      | 14     | 8   | 98                   | 12,3                 | 0                    | -                    | -     | -       | -       |         |         |
| 1971   | Cowboys de Dallas      | 14     | 30  | 360                  | 12                   | 1                    | 2                    | 2     | 1       | 0       |         |         |
| 1972   | Cowboys de Dallas      | 14     | 17  | 198                  | 11,6                 | 1                    | -                    | -     | -       | -       |         |         |
| Totaux | Totaux                 | Totaux | 427 | 5 812                | 13,6                 | 43                   | 2                    | 2     | 1       | 0       |         |         |

| Année  | Équipe            | MJ     |     | Passes réceptionnées | Passes réceptionnées | Passes réceptionnées | Passes réceptionnées |       | Courses | Courses | Courses | Courses |
| Année  | Équipe            | MJ     | Nb. | Yards                | Moy.                 | TD                   | Nb.                  | Yards | Moy.    | TD      |         |         |
| 1963   | Bears de Chicago  | 1      | 3   | 38                   | 12,7                 | 0                    | -                    | -     | -       | -       |         |         |
| 1969   | Cowboys de Dallas | 1      | -   | -                    | -                    | -                    | -                    | -     | -       | -       |         |         |
| 1970   | Cowboys de Dallas | 3      | 1   | 5                    | 5                    | 0                    | -                    | -     | -       | -       |         |         |
| 1971   | Cowboys de Dallas | 3      | 5   | 51                   | 10,2                 | 1                    | 1                    | 17    | 17      | 0       |         |         |
| 1972   | Cowboys de Dallas | 2      | 2   | 13                   | 6,5                  | 0                    | -                    | -     | -       | -       |         |         |
| Totaux | Totaux            | Totaux | 11  | 107                  | 9,7                  | 1                    | 1                    | 17    | 17      | 0       |         |         |

Mike Ditka dispute deux Super Bowls en tant que joueur sous le maillot des Cowboys de Dallas :
| Super Bowl | Adversaire         |     | Passes réceptionnées | Passes réceptionnées | Passes réceptionnées | Passes réceptionnées | Passes réceptionnées |
| Super Bowl | Adversaire         | REC | %REC                 | Yards                | Y/P                  | TD                   |                      |
| V          | Colts de Baltimore | -   | -                    | -                    | -                    | -                    |                      |
| VI         | Dolphins de Miami  | 2   | 66,6                 | 28                   | 14                   | 1                    |                      |